# Solnisko (Beskid Makowski)
Solnisko lub Kotoń (857 m) – najwyższy szczyt w masywie Kotonia należącym do Pasma Koskowej Góry. Nazwę Kotoń podają mapy, według autorów przewodnika „Beskid Myślenicki” nazwa Kotoń, a właściwie Kotuń, odnosi się do całego pasma, zaś prawidłowa nazwa tego szczytu to Solnisko. Całe pasmo Koskowej Góry w opracowanej przez Jerzego Kondrackiego regionalizacji Polski włączone jest do Beskidu Makowskiego.
Solnisko znajduje się w grzbiecie głównym Kotonia, pomiędzy Groniem (766 m) na zachodzie a Gronikiem, zwanym też Pękalówką (839 m) na wschodzie. Szczyt i górna część stoków Solniska są zalesione, ale w pobliżu wierzchołka znajdują się dwie zarastające polany. Wysoko, bo aż do 750 m n.p.m. podchodzą na południowych stokach Solniska pola i zabudowania niewielkiej miejscowości Zawadka. Z południowych stoków Solniska spływają do Krzczonówki dwa potoki: Potok Proszkowców i Rusnaków Potok, z północnych do Trzebuńki spływa Potok Dzióbków. Południowo-wschodni, opadający do Pcimia grzbiet Kotonia nosi nazwę Słowiakowej Góry. Znajduje się na nim duży głaz zwany Diabelskim Kamieniem.
W czasie II wojny światowej, w listopadzie 1944 r. stoki Solniska były miejscem walki partyzantów AK z wojskami niemieckimi. Na grzbiecie Kotonia, obok szlaku turystycznego jest w lesie krzyż upamiętniający miejsce śmierci w dniu 29 listopada 1944 r. ppor. Jana Korzeniowskiego ps. „Waga”, dowódcy oddziału AK "Żelbet III". Sam szlak omija jednak wierzchołek Solniska, trawersując go po północnej stronie. W Zawadce w 2004 odsłonięto pomnik upamiętniający mieszkańców tej miejscowości zamordowanych przez Niemców za udzielanie pomocy partyzantom.

## Szlak turystyczny
Maków Podhalański – Stańkowa – Koskowa Góra – Parszywka – Przełęcz Dział – Groń – Gronik – Pcim